# حمام بزرگ (حمام گپ)
حمام بزرگ (حمام گپ) مربوط به دوره قاجار است و در بندرعباس، خیابان امام موسی صدر، نرسیده به چهار راه سازمان واقع شده و این اثر در تاریخ ۷ مهر ۱۳۸۱ با شمارهٔ ثبت ۶۴۹۶ به‌عنوان یکی از آثار ملی ایران به ثبت رسیده است.